# Дом Семеновой
Дом Семеновой (дом Э. Марша — А. А. Никитина) — памятник архитектуры. Расположен в Санкт-Петербурге, современный адрес дома — 13-я линия Васильевского острова, 10.
В ведомости 1725 года упоминается, что Д. Трезини построил на этом месте подворье казанского митрополита «сверх погребов в два жилья» (два этажа поверх высоких подвалов) по проекту «дома для именитых». В 1783 году обветшавшее подворье приобрёл купец И. Галкин, в XIX веке дом сменил нескольких владельцев. В 1820-х годах его перестроили (архитектор неизвестен): над проездом во двор пробили широкое полуциркульное окно, центральный ризалит украсили треугольным фронтоном, средняя ось подчёркнута палладианским трёхчастным окном с полуциркульным ложным проёмом (остеклённой балконной дверью) над средней частью, по бокам от которого находятся круглые медальоны с фигурами. У этого же окна расположен на двух кронштейнах балкон с кованой железной решёткой. Проём делят на три части тосканские колонны, в помещении отделанные искусственным мрамором, а снаружи — штукатуркой. На 1976 год в квартире верхнего этажа сохранились лепные сандрики, карнизы с орнаментальными фризами и модульонами, мраморные подоконники и изразцовые печи. В целом в доме сохранились кафельные печи. Бывшая гостиная разделена на две половины колоннами коринфского ордера.
Со времени постройки внешний вид дома изменился из-за ремонтов. В лицевом доме вместо последнего этажа — надстроенная со двора мансарда. Бывшие входы с улицы в полуподвал стали окнами. Жилой дворовый флигель в конце XIX-начале XX века был трёхэтажным, стал пятиэтажным. В служебном здании по-прежнему два этажа.
В 1825-26 годах дом принадлежал купцу Маршу (по другим данным, он указывается уже в адресной книге 1809 года), в этот период в здании жил Ф. П. Литке. Адресная книга 1836 года указывает как на владельца на коллежского советника Никитина, согласно записи 1837 года, «Никитин Андрей Афонасьевич, действит. стат. советник, состоит в Гос. совете помощником статс-секретаря». После 1859 года издания указывают владельцем некоего Ленца, с 1890-х домом владел мировой судья действительный статский советник Иван Алексеевич Галов. В 1906(7)-17 годах дом принадлежал вдове действительного статского советника Е. И. Семёновой, дочери действительного статского советника Галова.
Согласно архивным данным, дом перестраивался следующим образом:
- 14 апреля 1857 года — план двора и предполагаемого к постройке трёхэтажного каменного на подвалах дворового флигеля, Ленц. Разрешение на постройку дано 27 апреля 1857 года, сопровождается требованием снести все деревянные дворовые постройки на месте нового флигеля, а остальные деревянные постройки — из-за обветшалости. Архитектор Е. Пиргов.
- 7 мая 1886 года — план двора и фасад с разрезом дома, Флорина Ивановна Гронман. Разрешение на работы от 21 мая 1886 года: «СПб городская управа постановила: подводку трёх рядов цоколя под лицевой каменный 3-этажный дом <…>, устройство свода над проездом в этом доме и постройку каменных одноэтажных служб <…> дозволить». Требования: «1) чтобы высота жилого помещения над проездом <…> была увеличена до 3 1/2 ар.», 2) снести сохранившиеся деревянные постройки из-за ветхости.
- 2 декабря 1906 года — план двора, Екатерина Ивановна Семёнова, поэтажные планы дворового флигеля и вновь предполагаемого к постройке двухэтажного флигеля. В первом флигеле предполагалось перестроить первый этаж под жилые помещения, а подвал приспособить под дрова, в квартиры провести водопровод и устроить ватерклозеты. Во втором, нежилом флигеле обустроить сараи, ледник и помойную яму. Разрешение на работы от 15 декабря 1906 года.
- 20 декабря 1906 года, она же, архитектор А. И. Семёнов (или А. М. Семёнов). Планы по надстройке лицевого флигеля на этаж, пристройке тамбура к главной лестнице в барские покои.
- 1962—1963 годы — проектная документация, связанная с реставрацией, ЦГАНТД СПб. Фонд Р-488. Опись 36[1].

С 1960 года по 2001 год дом Семеновой носил статус памятника архитектуры; в 2001 году при утверждении списка здание «забыли» в него включить. В 2013 году здание реставрировалось, его владелица Марина Чаликова планировала сохранить интерьеры, несмотря на отсутствие обязательств.
В 1965—1980 годах в доме был расположен Пункт приема и выдачи белья № 171. На 2004 год в здании размещалась юридическая фирма. В 2013 году здание ремонтировали под медицинский центр.